# Kafulafuta
Der Kafulafuta, selten auch Kapulafuta, ist ein linker Nebenfluss des Kafue in der Provinz Copperbelt in Sambia.

## Verlauf
Der Kafulafuta entspringt an der Grenze zur Demokratischen Republik Kongo, etwa 50 km südöstlich von Luanshya. Er fließt in westliche Richtung. Nach etwa 20 km quert er die Fernstraße T3. Bei der Stadt Ibenga ist 2023 der Bau des Kafulafuta-Stausees fast abgeschlossen. Sein Unterlauf bildet die Grenze zwischen den beiden Distrikten Masaiti und Mpongwe. Bei der Siedlung Kafulafuta Mission mündet von rechts sein größter Nebenfluss, der Kafubu. Der Kafulafuta mündet etwa 30 km südwestlich von Luanshya in den Kafue.

## Hydrometrie
Die Abflussmenge des Kafulafuta wurde am Pegel Miputu Hills, etwa 10 km oberhalb der Mündung, zwischen 1966 und 1990 in m³/s gemessen.

## Haupt- und Nebenfluss
In manchen Quellen ist es der Kafulafuta, der in den Kafubu mündet, der dann entsprechend der Nebenfluss des Kafue ist.